# Benjamin Thompson
Benjamin Thompson, Conde de Rumford (em alemão:  Reichsgraf von Rumford; Woburn, 26 de março de 1753 — Paris, 21 de agosto de 1814), foi um físico e inventor anglo-americano.
Foi eleito membro da Royal Society em 1779. Colaborou para estabelecer a teoria física incluindo a revolução do século XIX em termodinâmica. Benjamin Thompson foi o primeiro cientista a dar evidências de o calor não ser substancial como algum tipo de fluido. Enquanto servia para os militares em 1798, Thompson observou o aquecimento do latão quando perfurado pelas brocas no processo de fabricação de canhões. O cientista britânico notou a ausência de troca de substâncias durante o processo, mesmo havendo aquecimento de ambos os materiais, o que colocava a prova a substancialidade do calor. Após vários experimentos de estudo desse tipo de fenômeno físico, Thompson concluiu que não havia como explicar o fenômeno abordando o calor como um fluido, concluindo então que a energia que aquecia os materiais provinha da energia mecânica das brocas. Ao correlacionar a equivalência da energia motriz com o calor, Thompson deixou claro que o calor é uma forma de energia, e foi o primeiro cientista a analisar a Equivalente Mecânica do Calor (EMC).

## Experimentos em calor
Sua prática em artilharia e explosivos lhe deu certa vantagem na pesquisa do calor. Ele conseguiu avançar na construção de um método para determinar o calor específico de uma substância sólida, apontou as propriedades isolantes de diversos objetos, incluindo peles, lãs e penas, estimou de forma precisa que as natureza dos isolantes referente a esses objetos inerentes decorrem do fato de que impedem o movimento do ar. Em 1797, Thompson verificou que alguns pratos especiais mantinham a temperatura por muito mais tempo, tentou em vão descobrir os motivos deste fenômeno, depois de um longo tempo teve sorte em observar um termômetro de álcool que usava em seus experimentos e por final, bastante aquecido, e ao observar viu que estava em constante movimento enquanto aguardava esfriar.   Porém coube a Joseph Black a percepção e a diferenciação entre Calor e temperatura ao qual ele fala que se colocarmos diferentes tipos de materiais como metal, pedra, lã e água e uma variedade de outros fluidos num local sem nenhuma outra fonte de calor, eles irão se comunicar do mais quente para o mais frio até que alcance o estado de equilíbrio.